# Schiedam Centrum vasútállomás
Schiedam Centrum vasútállomás vasútállomás Hollandiában, Schiedam városában.

## Vasútvonalak
Az állomást az alábbi vasútvonalak érintik:
- Ligne C
- Ligne A
- Ligne B
- Amsterdam–Rotterdam-vasútvonal
- Schiedam–HoekvanHolland-vasútvonal
- Beneluxlijn

## Kapcsolódó állomások
A vasútállomáshoz az alábbi állomások vannak a legközelebb:
- Schiedam Nieuwland vasútállomás (Hoek van Holland Strand metro station, Ligne B, északnyugat)
- Marconiplein (Nesselande, Ligne B, délkelet)
- Parkweg (De Akkers, Ligne C, északnyugat)
- Marconiplein (Binnenhof, Ligne A)
- Marconiplein (De Terp, Ligne C)
- Schiedam Nieuwland vasútállomás (Vlaardingen West vasútállomás, Ligne A)
- Delft Campus vasútállomás (Amsterdam Centraal, Amsterdam–Rotterdam-vasútvonal, északnyugat)
- Rotterdam Centraal (Rotterdam Centraal, Amsterdam–Rotterdam-vasútvonal, kelet)